# Danh sách Tổng thống Ai Cập

## Danh sách Tổng thống Ai Cập
| Tên                                       | Tên                                                                                 | Chân dung                        | Năm sinh–Năm mất | Đắc cử                   | Bắt đầu nhiệm kỳ                                                  | Kết thúc nhiệm kỳ                               | Đảng phái                                       |
| ----------------------------------------- | ----------------------------------------------------------------------------------- | -------------------------------- | ---------------- | ------------------------ | ----------------------------------------------------------------- | ----------------------------------------------- | ----------------------------------------------- |
| • Cộng hòa Ai Cập (1953–1958) •           |                                                                                     |                                  |                  |                          |                                                                   |                                                 |                                                 |
| 1                                         | Muhammad Naguib محمد نجيب                                                           |                                  | 1901–1984        | —                        | 18 tháng 6 năm 1953                                               | 14 tháng 11 năm 1954 (từ chức)                  | Quân nhân / Đảng Tự do                          |
| —                                         | Hội đồng Cách mạng Chủ tịch: Tướng Gamal Abdel Nasser                               |                                  | —                | —                        | 14 tháng 11 năm 1954                                              | 23 tháng 6 năm 1956                             | Quân nhân                                       |
| 2                                         | Gamal Abdel Nasser جمال عبد الناصر                                                  |                                  | 1918–1970        | 1956                     | 23 tháng 6 năm 1956                                               | 22 tháng 2 năm 1958                             | Liên minh Quốc gia                              |
| • Cộng hòa Ả Rập Thống nhất (1958–1971) • |                                                                                     |                                  |                  |                          |                                                                   |                                                 |                                                 |
| (2)                                       | Gamal Abdel Nasser جمال عبد الناصر                                                  |                                  | 1918–1970        | 1958 1965                | 22 tháng 2 năm 1958                                               | 28 tháng 9 năm 1970 (qua đời khi đang tại chức) | Liên minh Quốc gia (đến năm 1962)               |
| (2)                                       | Gamal Abdel Nasser جمال عبد الناصر                                                  | Liên minh Xã hội chủ nghĩa Ả Rập | 1918–1970        | 1958 1965                | 22 tháng 2 năm 1958                                               | 28 tháng 9 năm 1970 (qua đời khi đang tại chức) |                                                 |
| 3                                         | Anwar Sadat أنور السادات                                                            |                                  | 1918–1981        | 1970                     | 15 tháng 10 năm 1970 Quyền Tổng thống từ ngày 28 tháng 9 năm 1970 | 2 tháng 9 năm 1971                              | Liên minh Xã hội chủ nghĩa Ả Rập                |
| • Cộng hòa Ả Rập Ai Cập (1971–nay) •      |                                                                                     |                                  |                  |                          |                                                                   |                                                 |                                                 |
| (3)                                       | Anwar Sadat أنور السادات                                                            |                                  | 1918–1981        | 1976                     | 2 tháng 9 năm 1971                                                | 6 tháng 10 năm 1981 (Bị ám sát)                 | Liên minh Xã hội chủ nghĩa Ả Rập (đến năm 1978) |
| (3)                                       | Anwar Sadat أنور السادات                                                            | Đảng Dân chủ Dân tộc             | 1918–1981        | 1976                     | 2 tháng 9 năm 1971                                                | 6 tháng 10 năm 1981 (Bị ám sát)                 |                                                 |
| —                                         | Sufi Abu Taleb صوفى أبو طالب Quyền Tổng thống                                       |                                  | 1925–2008        | —                        | 6 tháng 10 năm 1981                                               | 14 tháng 10 năm 1981                            | Đảng Dân chủ Dân tộc                            |
| 4                                         | Hosni Mubarak حسنى مبارك                                                            |                                  | 1928–2020        | 1981 1987 1993 1999 2005 | 14 tháng 10 năm 1981                                              | 11 tháng 2 năm 2011 (từ chức)                   | Đảng Dân chủ Dân tộc                            |
| —                                         | Supreme Council of the Armed Forces Chairman: Field Marshal Mohamed Hussein Tantawi |                                  | —                | —                        | 11 tháng 2 năm 2011                                               | 30 tháng 6 năm 2012                             | Quân nhân                                       |
| 5                                         | Mohamed Morsi محمد مرسي                                                             |                                  | 1951–2019        | 2012                     | 30 tháng 6 năm 2012                                               | 3 tháng 7 năm 2013 (bị lật đổ)                  | Đảng Tự do và Chính nghĩa                       |
| —                                         | Adly Mansour عدلي منصور Quyền Tổng thống                                            |                                  | 1945–            | —                        | 4 tháng 7 năm 2013                                                | 8 tháng 6 năm 2014                              | Độc lập                                         |
| 6                                         | Abdel Fattah el-Sisi عبد الفتاح السيسى                                              |                                  | 1954–            | 2014                     | 8 tháng 6 năm 2014                                                | Đương nhiệm                                     | Độc lập                                         |

## Các cựu Tổng thống Ai Cập còn sống
Tính đến 1 tháng 2 năm 2021, không còn cựu Tổng thống còn sống mà chỉ còn có Adly Mansour là cựu quyền Tổng thống còn sống. Cựu Tổng thống qua đời gần đây nhất là Hosni Mubarak vào ngày 25 tháng 2 năm 2020 ở tuổi 91.